# Hữu Lập
Hữu Lập là một xã thuộc huyện Kỳ Sơn, tỉnh Nghệ An, Việt Nam.
Xã Hữu Lập có diện tích 47,73 km², dân số năm 1999 là 2301 người, mật độ dân số đạt 48 người/km², có dân số năm 2016 là 2737 người, 618 hộ, dân tộc Kinh chiếm 0,64%, Khơ Mú chiếm 22,2%.
Hữu Lập nằm ở phía Tây của huyện Kỳ Sơn, tỉnh Nghệ An, phía Đông giáp xã Bảo Nam, phía Tây Nam giáp xã Chiêu Lưu và xã Hữu Kiệm, phía Bắc giáp xã Phà Đánh.